# Хенри Абът
Хенри Абът (на английски: Henry Abbott) е солунчанин от британски произход, търговец, германски консул в Солун през XIX век. Убит е в 1876 година от мюсюлманска тълпа, вследствие на което избухва международен скандал.

## Биография
Роден е в 1834 година в Солун в семейството на Джордж Абът, внук е на Бартоломю Абът. Фирмата „Абът Брадърс“ на баща му, наследена от синовете му, контролира османската търговия с Великобритания в няколко сектора, като основно с тютюн и пиявици. Хенри Абът, който е британски гражданин и православен християнин, притежава обширни гори по склоновете на Олимп, от които изнася дървен материал за кораби за Великобритания и натрупва значителни печалби. Когато е на 34 години, Хенри се жени за дъщеря на Константин Каратеодори, който живее в Константинопол и е личен лекар на султаните Махмуд ІІ и Абдул Меджид. Става германски консул в Солун. През май 1876 година той и френският му колега и зет Жул Мулен се опитват да спасят отвлечената българка Стефана от Богданци и са убити от развилняла се турска тълпа. Убийството им предизвиква международен скандал и уволнението на валията Мехмед Рефет паша Байтар.

## Галерия
- Убийството на консулите на 6 май 1876, „Илюстрейтид Лондон Нюз“.
- Убийството на консулите на 6 май 1876, „Журнал илюстре“.
- Погребенията на консулите – Абът в православна църква и Мулен в католическа, „Монд илюстре“.
- Пристигането на френските и германски инспектори, натоварени с разследването на убийството, „Юниверз илюстре“.
- Обесване на виновниците за убийството на 16 май 1876, „Монд илюстре“.
- Публично уволнение на 21 август 1876 на високопоставени административни служители заради скандала с убийството, „Монд илюстре“.
- Статия за убийството на консулите с илюстрации на Саатли джамия в Солун, пред която е извършено убийството, къщата на Мулен, гръцката църква, в която е опят Абът, къщата на Абът и конака.